# Vaginální flóra

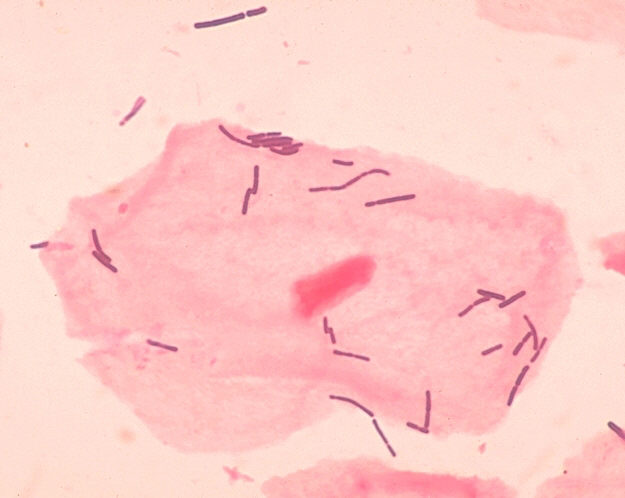
Prostředí vaginální flóry

Oblast lidské vagíny má vyšší koncentraci bakterií než jakákoliv jiná část lidského těla, s výjimkou tračníku. Bakterie vaginální flóry byly objeveny německým gynekologem Albertem Döderleinem v roce 1892. Tyto bakterie se převážně skládají z laktobacilů a jsou souhrnně označovány jako vaginální flóra. Množství a druh bakterií mají významný vliv na celkové zdraví ženy. Tyto bakterie a kyselina mléčná, jež produkují, se v kombinaci s lubrikační tekutinou vylučovanou během sexuálního vzrušení velkou měrou podílejí na charakteristické vůni vaginální oblasti.

## Menstruace
Během menstruace koncentrace vaginální flóry obvykle klesá. Vliv tamponu na vaginální flóru je předmětem diskusí, avšak bezpečná aplikace sterilního tamponu by neměla výrazně pozměnit bakteriální rovnováhu.

## Prevence onemocnění
Zdravá vaginální flóra pomáhá při prevenci kvasinkových infekcí a dalších možných problémů tím, že soupeří (kompetuje) o zdroje s patogenní flórou, čímž omezuje její růst. Přítomnost škodlivých bakterií či nerovnováha vaginální flóry může vést k infekci.
Jednou z metod zabránění infekce v oblasti močové trubice je vymočit se bezprostředně po pohlavním styku. V prevenci proti infekci může rovněž pomoci používání výhradně sterilní antikoncepce.